# Saints Padova
I Saints Padova sono una squadra di football americano della città di Padova. Militano nel campionato di Seconda Divisione della FIDAF.

## Il club
I Saints Padova sono un club diviso in tre sezioni: il Senior Team, il Junior Team e quello Femminile. 
Il Capo allenatore è Joe Bommarito, che ricorpre anche il ruolo di coordinatore difensivo, coadiuvato dagli assistant Borgato Marco, Fortin Marco e Turatto Matteo. Il coordinatore offensivo è Simone Breggiè.
Per quel che riguarda gli sponsor, vi è una lista accurata a tal proposito:
- A.V.S. srl - Lightings Components;
- Briani Immobiliare;
- Autoricambi Dese;
- Area Arredo;
- GIEFFE s.r.l.;
- TUTTOCOMPRESSORI s.r.l.;
- GLAXI PANE s.r.l.;
- WFS Informatica;
- AMA' NADIA s.r.l.;
- Cosmetal s.a.s.;
- Pizzeria Perdinci;
- JP Store;
- Mimo s.r.l.

## Storia

### Esordio e campionati AIFA: 1986-1987
I Saints Padova sono nati nel 1984 ed hanno giocato le prime amichevoli nel 1985, e sono da considerarsi la più importante squadra di football americano di Padova. I Saints esordirono nel campionato nazionale di serie B nel 1985, arrivando primi nel loro girone e perdendo in semifinale con i Gladiatori Roma.
Ottenuta la promozione, partecipano per la prima volta al campionadi di serie A nel 1986. L'esordio del club veneto nella massima serie italiana non fu dei migliori: su 10 partite, riuscì a trionfare solo in due di esse, arrivando al quinto posto del Girone Est e non riuscendo, di fatto, a qualificarsi per i play-off nazionali. Per quel che riguarda, invece, la stagione 1987, ancora una volta i Saints arrivarono quinti nel Girone D, ma stavolta trionfarono su 4 partite su 12, aumentando di fatto la percentuale di vittorie rispetto alla stagione precedente (20% nel 1986, 33,3% nel 1987), ma non riuscendo ancora a qualificarsi per i play-off.

### La militanza nella Serie A FIAF: 1988-1993
Con la scissione della Serie A italiana di football americano i Saints vissero il loro periodo di massima gloria. Difatti, nella serie A1 nazionale, i Saints riuscirono a classificarsi al secondo posto del Girone Nord (con 10 partite vinte su 12), venendo preceduti solamente dai Seamen Milano. Il club padovano prese quindi parte ai play-off. Ebbe un incontro con i Condor Grosseto, vincendo per 42 a 6, venendo però poi sconfitto ai quarti di finale dai Rhinos Milano (36-8). Il campionato di quell'anno fu poi vinto dai Frogs Legnano, che sconfissero per 17 a 0 i Warriors Bologna.
La Serie A1 FIAF 1989 fu rivoluzionaria, visto che i quattro gironi si ridussero a due. Il club riuscì a classificarsi secondo nel secondo girone nazionale, con una serie di 9 vittorie contro 3 sconfitte, preceduto dai Chiefs Ravenna. Ai play-off, i Saints ebbero il loro miglior risultato di sempre: dopo essersi classificato gloriosamente ai quarti di finale, il team padovano vinse per 27 a 24 contro i Lions Bergamo. Quello che seguì fu una pagina non certo gloriosa per il movimento del football americano. Mentre i Saints sconfiggevano i Lions, i Gladiatori Roma affrontavano e battevano i Seamen Milano. I Gladiatori avevano però dimenticato a Roma le loro divise e quindi giocarono la partita con divise di fortuna (i numeri erano stati dipinti con una bomboletta spray). Nonostante questo fatto il risultato venne in un primo tempo convalidato ed in semifinale i Gladiatori si recarono allo Stadio Plebiscito dove furono sconfitti sul campo dai Saints. A semifinale giocata arrivò la decisione federale di accogliere il ricorso dei Seamen Milano e annullare la partita con i Gladiatori Roma, di annullare i risultati delle due partite giocate dai Gladiatori Roma e di ripetere quindi le partite ad una settimana dal Superbowl.
I Gladiatori Roma decisero di non ripresentarsi alla ripetizione, quindi i Saints avrebbero dovuto rigiocare tre giorni prima del Superbowl una partita che peraltro avevano vinto a pieno diritto. I giocatori, in una triste assemblea, decisero di non giocare la semifinale, cosa ritenuta profondamente ingiusta, e la FIAF aprì a tavolino le porte della finale ai Seamen.
Sfortunatamente per i Saints, il club ebbe un capitombolo in campionato, per quel che riguarda le stagione del 1990 e dell'anno seguente. Difatti, nella Serie A1 FIAF 1990 i Saints si classificarono settimi nel girone A nazionale, riuscendo a vincere solamente 6 partite su 12, con una percentuale di vittoria del 50%. Nella stagione seguente furono coinvolte 13 squadre, tra cui i Saints, che, su 9 partite, ne vinsero solo 3, non prendendo parte, nuovamente, ai play-off.
Nella stagione 1992 i Saints non parteciparono, prendendo però parte alla Serie A2 della stessa stagione. Il club padovano riuscì a vincere 8 partite su otto, e di fatto vincendo il SilverBowl del 1992. Come stabilito dal regolamento della Serie A1, i Saints, hanno potuto prender parte ai play-off del 1992. Tuttavia, i Saints non riuscirono a superare i Phoenix San Lazzaro, che trionfarono 24 a 14 negli ottavi di finale. Nella seguente stagione, il club veneto partecipò nuovamente alla Serie A2 nazionale, vincendo 10 partite su 10. Il club padovano non riuscì però ad arrivare oltre il trentaduesimo posto nazionale.

### Gli anni bui: Silver League ed Arena League
A seguito del campionato del 1993, i Saints Padova non presero parte a campionati nazionali di rilievo a livello nazionale, rientrando però nella stagione 1997 della Silver League. Sempre nel 1997, i Saints si iscrissero all'Arena League, dove militò fino al 1999. A seguito, il club affrontò un periodo di inattività, o comunque prendendo parte a campionati a livello regionale, ma di alcuna importanza nazionale. Nel 2006 i Saints ottennero nuovamente l'iscrizione all'Arena League, il campionato di football a 9, basatosi sulla tradizione del popolare football a 8 degli Stati Uniti d'America. Nella più recente stagione alla quale i Saints presero parte, quella del 2009, il club padovano fu inserito nel Girone D, assieme ai Giganti Bolzano, Mastini Verona e Aquile Ferrara. Si classificò seconda, con 4 vittorie su 6 partite, venendo preceduta dal club del Trentino. Classificatasi ai play-off, Padova perse le Wild Cards contro le Pantere Parma, classificatesi prime nel Girone F (sei vittorie su sei partite), che verranno poi eliminate dai play-off dagli stessi Giganti Bolzano.

### Anni recenti: 2010-2012
Nella stagione successiva, i Saints Padova presero parte alla Serie A2 LeNAF del 2010, ritornando quindi a praticare il classico football americano. Nel 2010, dopo una stagione puntellata da buoni risultati (ben 5 vittorie su 8 partite), i Saints riuscirono a prender parte ai play-off nazionali, dove però ricevettero una cocente sconfitta, subita dai Guelfi Firenze (partita terminata 49 a 16 in favore del club toscano). A seguito della buona stagione del 2010, i Saints presero parte ad una brutta serie di stagioni (2011, 2012). Nel 2011 i Saints vinsero 2 partite su 8, con punti subiti maggiori di 100 rispetto ai punti fatti. Anche nel 2012 il club veneto non prese parte ai play-off nazionali della Serie A2 LeNAF, visto che riuscì a vincere una sola partita, subendo in tutto ben 211 punti, ed eseguendone solo 85.

### La stagione 2013
Nel 2013 i Saints si iscrissero nuovamente alla Serie A2 LENAF, venendo inseriti nel Girone E, assieme ai Cavaliers Castlefranco, agli Islanders Venezia e ai Lions Bergamo. Anche questa non sarà una buona stagione per i Saints, visto che riusciranno a trionfare solo in due occasioni: nel corso della terza giornata, contro i Cavaliers (27-12) e nella quinta, contro i Daemons Martesana (15-14). In quella stessa stagione, i Saints fecero solo 91 punti, ma subendone 100 in più. Numerosi giocatori dei Saints presero poi parte all'All Star Game della Serie A2, tenutasi a Mirabilandia il 30 giugno 2013.

## Dettaglio stagioni

### Serie A/Serie A1
| Stagione | regular season | regular season | regular season | regular season | regular season | regular season | playoff | playoff | playoff | playoff | playoff | playoff          | playoff                                      |
|          | Vin            | Par            | Per            | Tot            | PF             | PS             | Vin     | Per     | Tot     | PF      | PS      | risultato        | avversaria                                   |
| -------- | -------------- | -------------- | -------------- | -------------- | -------------- | -------------- | ------- | ------- | ------- | ------- | ------- | ---------------- | -------------------------------------------- |
| 1986     | 2              | 0              | 8              | 10             | 113            | 271            | -       | -       | -       | -       | -       | -                | -                                            |
| 1987     | 4              | 0              | 8              | 12             | 201            | 218            | -       | -       | -       | -       | -       | -                | -                                            |
| 1988     | 10             | 0              | 2              | 12             | 301            | 118            | 1       | 1       | 2       | 50      | 42      | Quarti di finale | Rhinos Milano                                |
| 1989     | 9              | 0              | 3              | 12             | 297            | 158            | 1       | 1       | 2       | 27      | 32      | Semifinale       | i Saints rifiutarono di ripetere l'incontro. |
| 1990     | 6              | 0              | 6              | 12             | 258            | 306            | -       | -       | -       | -       | -       | -                | -                                            |
| 1991     | 3              | 0              | 6              | 9              | 202            | 203            | -       | -       | -       | -       | -       | -                | -                                            |
| Totale   | 34             | 0              | 33             | 67             | 1372           | 1274           | 2       | 2       | 4       | 77      | 74      |                  |                                              |

Fonte: Enciclopedia del Football - A cura di Roberto Mezzetti

### AFP-IFL
Questi tornei svolti durante un periodo di scissione federale - pur essendo del massimo livello della loro federazione - non sono considerati ufficiali.
| Stagione | regular season | regular season | regular season | regular season | regular season | regular season | playoff | playoff | playoff | playoff | playoff | playoff   | playoff    |
|          | Vin            | Par            | Per            | Tot            | PF             | PS             | Vin     | Per     | Tot     | PF      | PS      | risultato | avversaria |
| -------- | -------------- | -------------- | -------------- | -------------- | -------------- | -------------- | ------- | ------- | ------- | ------- | ------- | --------- | ---------- |
| 1997     | 2              | 0              | 2              | 4              | 104            | 87             | -       | -       | -       | -       | -       | -         | -          |
| 1998     | 0              | 0              | 5              | 5              | 130            | 229            | -       | -       | -       | -       | -       | -         | -          |
| Totale   | 2              | 0              | 7              | 9              | 234            | 316            | -       | -       | -       | -       | -       |           |            |

Fonte: Enciclopedia del Football - A cura di Roberto Mezzetti

### Serie B (secondo livello)/Silver League/LeNAF/Seconda Divisione
| Stagione | regular season | regular season | regular season | regular season | regular season | regular season | playoff | playoff | playoff | playoff | playoff | playoff                  | playoff                   |
|          | Vin            | Par            | Per            | Tot            | PF             | PS             | Vin     | Per     | Tot     | PF      | PS      | risultato                | avversaria                |
| -------- | -------------- | -------------- | -------------- | -------------- | -------------- | -------------- | ------- | ------- | ------- | ------- | ------- | ------------------------ | ------------------------- |
| 1985     | 8              | 1              | 1              | 10             | 323            | 121            | 0       | 1       | 1       | 6       | 13      | Semifinale               | Gladiatori Roma           |
| 1992     | 8              | 0              | 0              | 8              | 242            | 73             | 3       | 1       | 4       | 140     | 61      | Campioni A2/Wild Card A1 | Phoenix San Lazzaro       |
| 1993     | 10             | 0              | 0              | 10             | 307            | 99             | 1       | 1       | 2       | 38      | 33      | Semifinale               | Blackhawks Cernusco       |
| 1997     | 1              | 1              | 7              | 9              | 59             | 206            | -       | -       | -       | -       | -       | -                        | -                         |
| 2010     | 5              | 0              | 3              | 8              | 118            | 151            | 0       | 1       | 1       | 16      | 49      | Quarti di finale         | Guelfi Firenze            |
| 2011     | 2              | 0              | 6              | 8              | 71             | 174            | -       | -       | -       | -       | -       | -                        | -                         |
| 2012     | 1              | 0              | 7              | 8              | 85             | 211            | -       | -       | -       | -       | -       | -                        | -                         |
| 2013     | 2              | 0              | 6              | 8              | 91             | 191            | -       | -       | -       | -       | -       | -                        | -                         |
| 2014     | 3              | 0              | 5              | 8              | 121            | 202            | 1       | 1       | 2       | 32      | 26      | Quarti di finale         | Elephants Catania         |
| 2015     | 5              | 0              | 3              | 8              | 155            | 106            | -       | -       | -       | -       | -       | -                        | -                         |
| 2016     | 7              | 0              | 1              | 8              | 173            | 79             | 0       | 1       | 1       | 24      | 38      | Quarti di finale         | Blue Storms Busto Arsizio |
| 2017     | 2              | 0              | 6              | 8              | 106            | 155            | -       | -       | -       | -       | -       | -                        | -                         |
| 2018     | 8              | 0              | 0              | 8              | 223            | 71             | 1       | 1       | 2       | 37      | 35      | Semifinale               | Pretoriani Roma           |
| 2019     | 7              | 0              | 1              | 8              | 219            | 132            | 1       | 1       | 2       | 47      | 58      | Quarti di finale         | Pretoriani Roma           |
| 2021     | 4              | 0              | 2              | 6              | 89             | 87             | 0       | 1       | 1       | 12      | 44      | Quarti di finale         | Mastini Verona            |
| Totale   | 73             | 2              | 48             | 123            | 2382           | 2058           | 7       | 9       | 16      | 352     | 357     |                          |                           |

### Serie B NFLI (secondo livello)
A seguito dell'ingresso di FIDAF nel CONI questo torneo non è considerato ufficiale.
| Stagione | regular season | regular season | regular season | regular season | regular season | regular season | playoff | playoff | playoff | playoff | playoff | playoff   | playoff    |
|          | Vin            | Par            | Per            | Tot            | PF             | PS             | Vin     | Per     | Tot     | PF      | PS      | risultato | avversaria |
| -------- | -------------- | -------------- | -------------- | -------------- | -------------- | -------------- | ------- | ------- | ------- | ------- | ------- | --------- | ---------- |
| 2008     | 3              | 0              | 3              | 6              | 139            | 98             | -       | -       | -       | -       | -       | -         | -          |
| Totale   | 3              | 0              | 3              | 6              | 139            | 98             | -       | -       | -       | -       | -       |           |            |

### Winter League/Serie B (terzo livello)/Arena League
| Stagione | regular season | regular season | regular season | regular season | regular season | regular season | playoff | playoff | playoff | playoff | playoff | playoff   | playoff       |
|          | Vin            | Par            | Per            | Tot            | PF             | PS             | Vin     | Per     | Tot     | PF      | PS      | risultato | avversaria    |
| -------- | -------------- | -------------- | -------------- | -------------- | -------------- | -------------- | ------- | ------- | ------- | ------- | ------- | --------- | ------------- |
| 1996     | 5              | 0              | 3              | 8              | 177            | 177            | -       | -       | -       | -       | -       | -         | -             |
| 2006     | 2              | 0              | 4              | 6              | 66             | 80             | -       | -       | -       | -       | -       | -         | -             |
| 2007     | 2              | 0              | 4              | 6              | 79             | 119            | -       | -       | -       | -       | -       | -         | -             |
| 2009     | 4              | 0              | 2              | 6              | 114            | 58             | 0       | 1       | 1       | 14      | 25      | Wild Card | Pantere Parma |
| Totale   | 13             | 0              | 13             | 26             | 436            | 434            | 0       | 1       | 1       | 14      | 25      |           |               |

Altri campionati
- 1999: Arena League

## Palmarès
- 2 YoungBowl  (1987, 1988)
- 1 SilverBowl (1992)